# Merinotus xanthocephalus
Merinotus xanthocephalus är en stekelart som beskrevs av Turner 1918. Merinotus xanthocephalus ingår i släktet Merinotus och familjen bracksteklar. Inga underarter finns listade i Catalogue of Life.